# Hannes Peckolt
Hannes Peckolt, född den 18 november 1982 i Ludwigshafen am Rhein, är en tysk seglare.
Han tog OS-brons i 49er i samband med de olympiska seglingstävlingarna 2008 i Qingdao i Kina.